# Ferry (bateau)
Pour les articles homonymes, voir Ferry, Ferry-boat (homonymie) et Traversier.

Le traditionnel ferrython de Sydney, course entre ferrys de la ville à l'occasion de l'Australia Day, dans les années 1980.

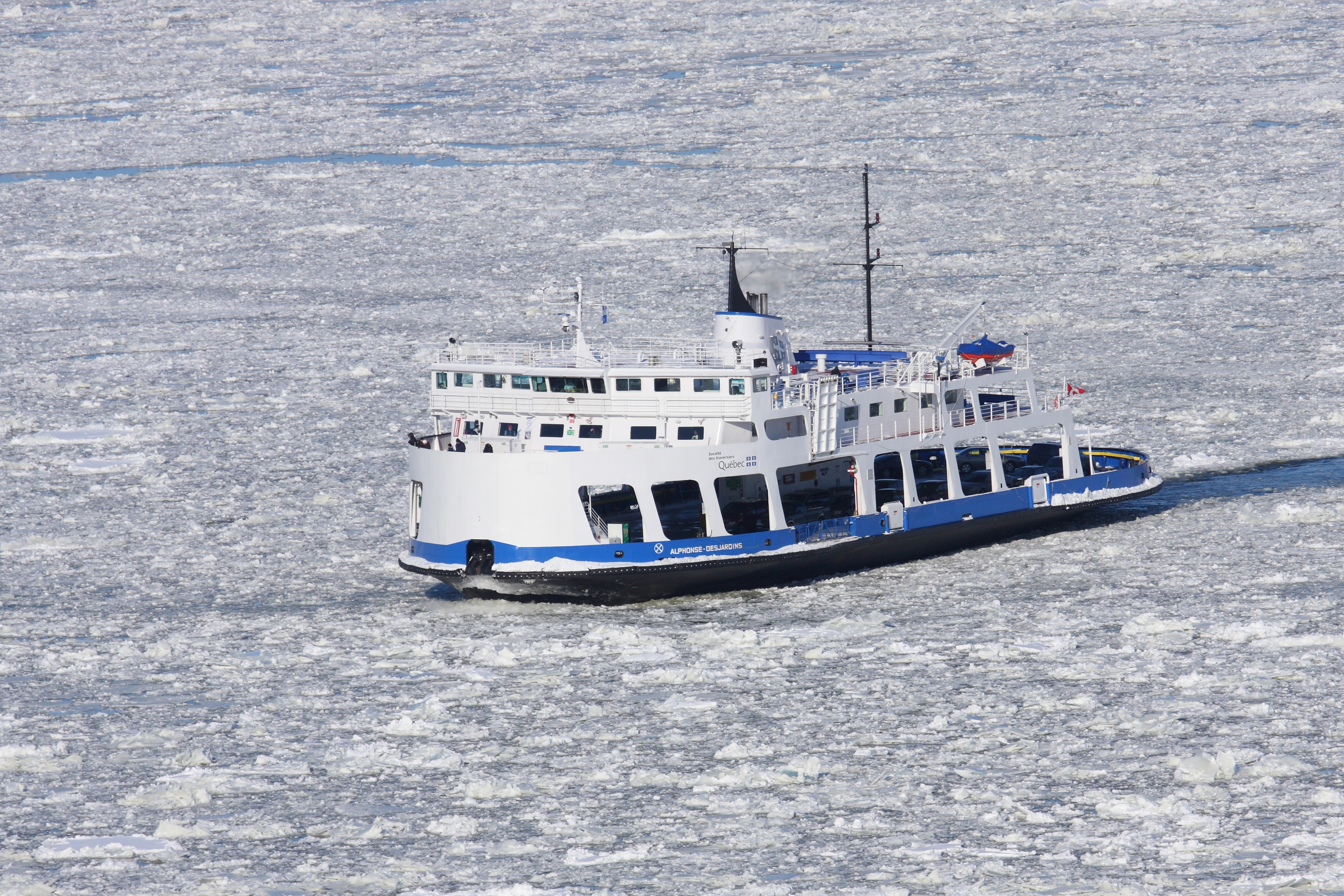
Le traversier NM Alphonse-Desjardins, sur le fleuve Saint-Laurent, entre Québec et Lévis, Québec, au Canada.

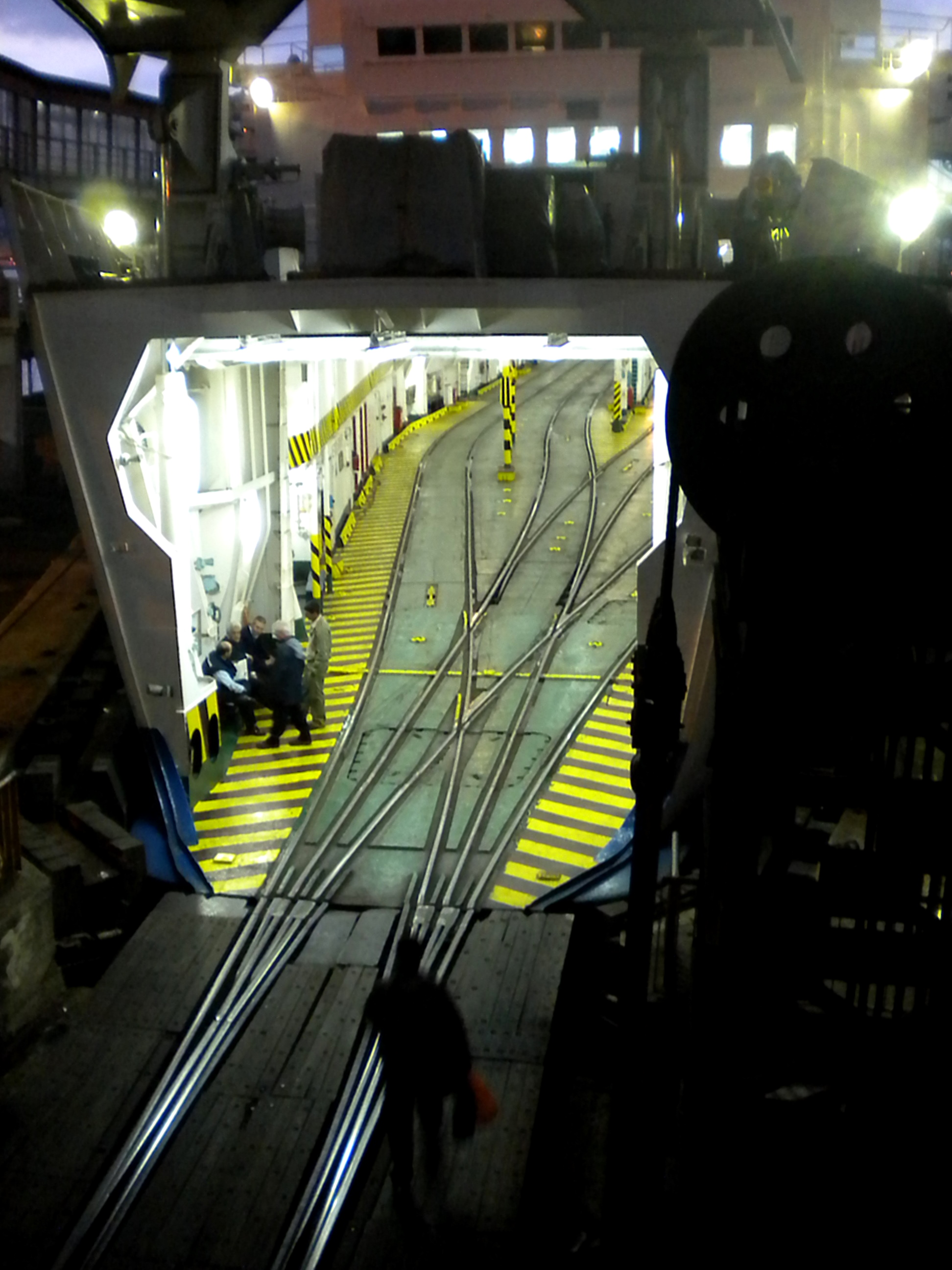
Accès d'un ferry ferroviaire circulant entre Messine et Villa San Giovanni, en Italie.

Un ferry (de l'anglais ferry), ferry-boat (littéralement « ferry-bateau »), transbordeur ou traversier (au Canada francophone et à Saint-Pierre-et-Miquelon) est un bateau ayant pour fonction principale de transporter des véhicules routiers ou ferroviaires avec leur chargement et leurs passagers dans des traversées maritimes.

## Terminologie
Selon le site de l'Office québécois de la langue française, les termes « navire transbordeur » et « transbordeur », surtout employés en Europe, font l'objet d'une recommandation officielle de la part de la Commission générale de terminologie et de néologie, en France, car ils ressemblent au terme « bac » utilisé pour les bateaux effectuant des traversées de rivières. Les emprunts « ferry-boat » et « ferry » sont généralisés en Europe mais ne sont pas retenus au Québec car ils y sont totalement inutilisés, « traversier » étant le terme courant en usage depuis la fin du XIXe siècle.
Le terme français « ferry-boat » s'écrit toujours avec un trait d'union, alors que son équivalent anglais s'écrit en un mot (ferryboat). Au pluriel, l'usage admet la forme anglaise « ferries » mais recommande « ferrys ».

## Types

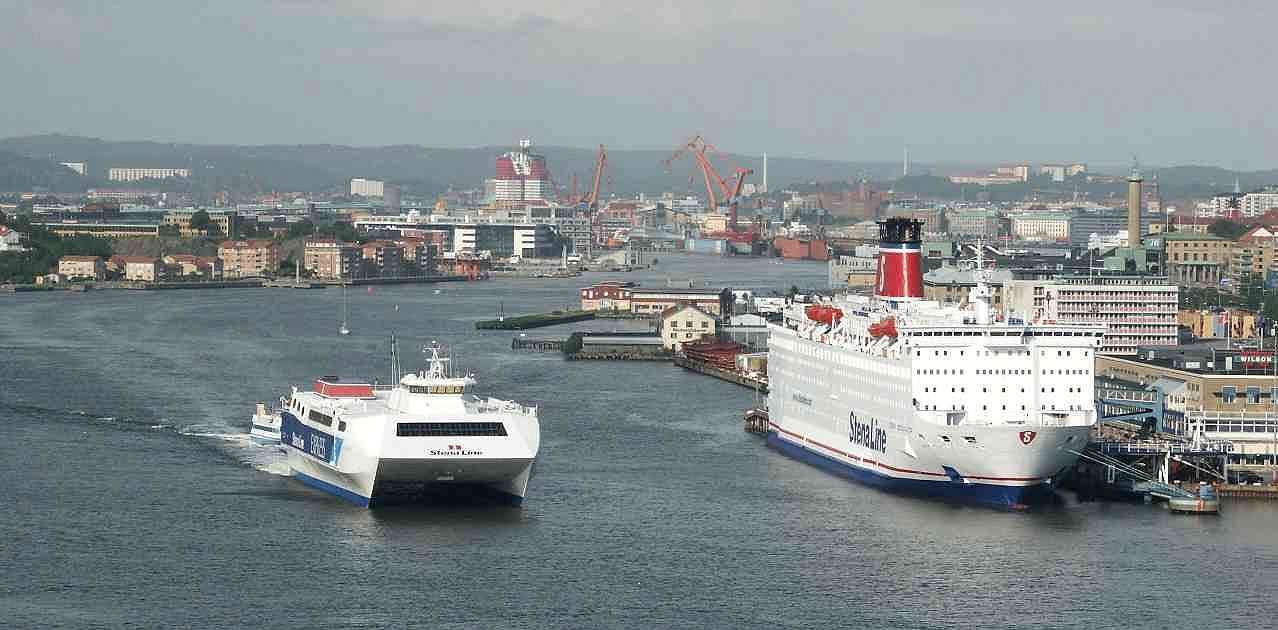
Ferrys catamaran et monocoque.

- Bateaux rapides
- Aéroglisseurs
- Catamarans
- Traversier-rail ou train-ferry
- Ro-pax

## Caractéristiques techniques
Un ferry comporte généralement des ponts passagers et des cales réservées aux véhicules qui embarquent et débarquent au moyen d'une rampe articulée pivotante. Différents types de bateaux sont utilisés, le choix étant généralement déterminé par les critères suivants : 
- longueur du parcours ;
- nombre de passagers ou de véhicules ;
- vitesse attendue (présence de moyens de transport concurrents tel l'avion ou le train) ;
- conditions météo habituelles ;
- conditions marines (amplitude des marées, courants, tempêtes).

Les ferrys partagent toutefois quelques caractéristiques imposées par la nature de leur activité :
- ils doivent être rapides pour répondre aux attentes de la clientèle pressée ;
- ils doivent être manœuvrants pour pouvoir se passer de toute assistance au remorquage dans les ports même lorsque leur taille est importante, afin d’éviter des coûts et des délais supplémentaires. Des propulseurs transversaux sont installés à cet effet. Afin de participer à ces recherches de gain de temps, les terminaux ferry installent des systèmes d'amarrage par ventouses ;
- ils sont généralement volumineux car passagers et véhicules requièrent de grands volumes si on les compare à un fret classique ;
- pour minimiser le temps de chargement des automobiles et des camions dans les ports, de vastes portes-rampes sont aménagées dans la coque, à l'arrière et à l'avant. Elles peuvent en cas de défaillance constituer une source de voie d'eau catastrophique. À la proue, qui est la plus exposée aux coups de mer par mauvais temps, le système d'étrave basculante « en visière de casque », présent sur les ferrys de la génération 1965 - 1995 tels l'Estonia ou le Salem-Express de la SNCM, tend à être abandonné en faveur de portes articulées latéralement qui risquent moins d'être forcées par une grosse lame déferlante ;
- certains ferrys destinés à des trajets courts dans des eaux resserrées et relativement abritées, notamment ceux embarquant des trains ferroviaires, sont amphidromes (la poupe est symétrique de la proue et le navire peut naviguer indifféremment dans les deux sens) pour accélérer les rotations et les manœuvres d'embarquement/débarquement C'est le cas, par exemple des traversiers de la Gironde sur le trajet Royan - Pointe de Grave (port du Verdon)[3].

## Conception, innovations
La conception des ferrys sur plusieurs étages ainsi que l'existence d'un pont garage peu cloisonné concourent à rendre les ferrys dangereux et le nombre d'accidents est relativement important[réf. nécessaire]. D'autre part, les carburants pétroliers pas ou peu désoufrés sont source d'émissions polluantes significatives ; deux points que certaines compagnies cherchent à mieux prendre en compte[réf. nécessaire].
Après les naufrages, entre autres, du Herald of Free Enterprise et de l'Estonia, de nouvelles règles de sécurité plus sévères ont été promulguées afin d'améliorer leur stabilité après avarie[réf. nécessaire].

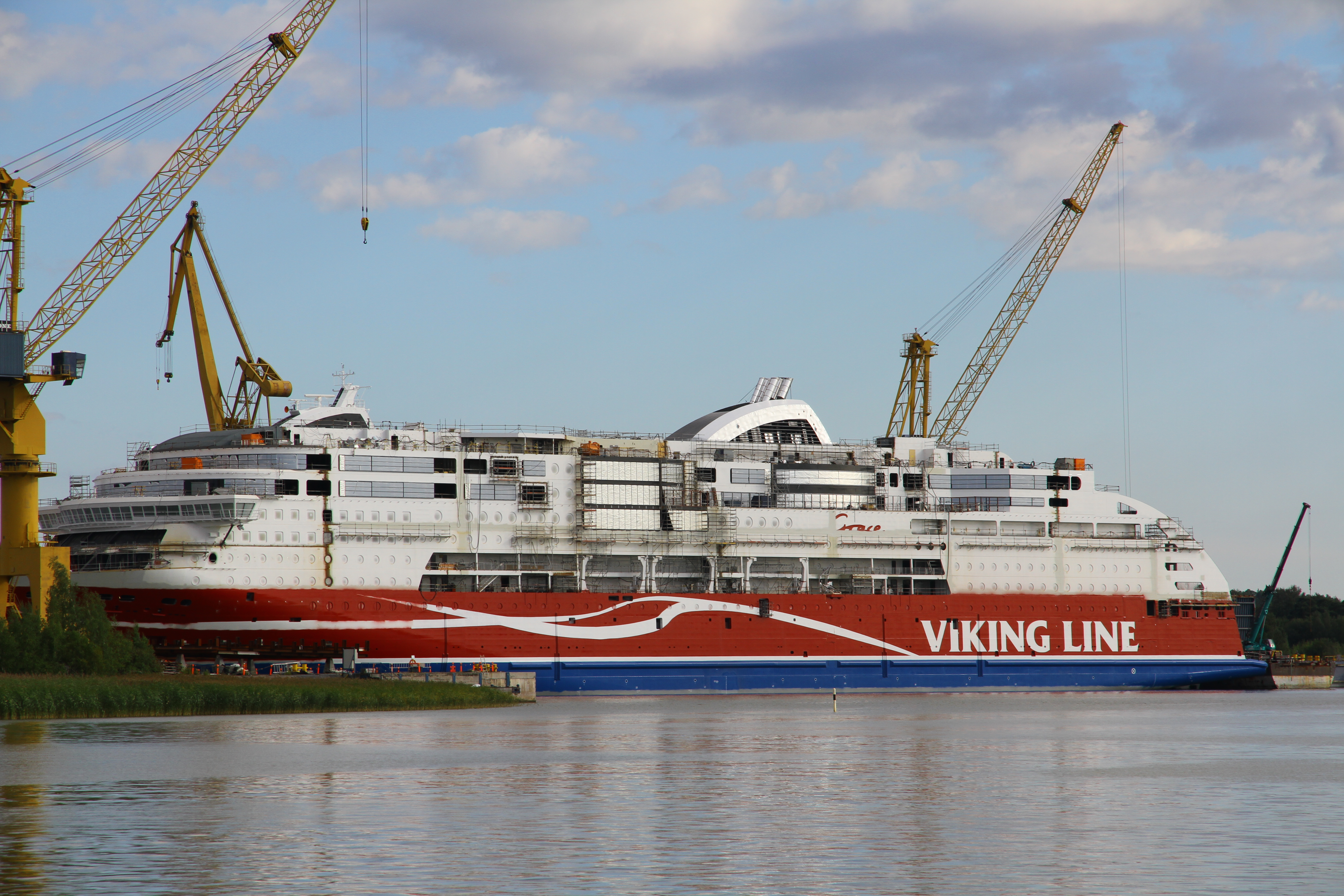
Construction de Viking Grace, premier grand ferry à propulsion par GNL.

Un premier grand ferry (M/S Viking Grace) fonctionnant au gaz naturel liquéfié (GNL) est en service depuis peu[Quand ?] en Europe du Nord pour la compagnie Viking Line. Son moteur devrait permettre une vitesse de 22 nœuds, avec un abattement de 85 % des émissions de particules, de 15 % des émissions de gaz à effet de serre et de près de 100 % du soufre, en partie grâce à un profil de coque amélioré pour le type de houle locale et à des systèmes de récupération de l'énergie. D'un coût de 240 millions d'euros, il relie les ports de Turku et de Mariehamn à celui de Stockholm dès janvier 2013.
Un premier ferry à propulsion électrique, de 80 mètres de long, à coque d'aluminium et capable de transporter 120 voitures et 360 passagers par voyage, est prévu en Europe pour relier en 30 minutes, de 2015 à 2025, Lavik et Oppdal via les eaux du Sognefjord (au nord de Bergen) pour le compte de la compagnie de transport Norled. L'économie annuelle en matière de pollution devrait être d'un million de litres de gazole, de 570 tonnes métriques de Dioxyde de carbone et de 15 tonnes d’oxydes d’azote[réf. nécessaire]Chiffres qui prennent en compte les émissions liées à la production électrique ?[pertinence contestée]. Les 10 tonnes de batteries sont rechargeables en dix minutes (temps de pose actuel entre deux trajets) selon le concepteur. Le réseau électrique terrestre n'étant pas en mesure de fournir l'électricité suffisante, une batterie d'accumulateurs est installée dans chaque port pour son alimentation.
Un constructeur japonais[Qui ?] évoque[Quand ?] aussi un ferry électrique de 30 mètres (99 pieds) destiné à véhiculer 800 passagers. Ce navire serait 60 % plus cher à l'achat. Il pourrait faire 120 kilomètres (74 miles) en six à huit heures grâce à des piles rechargeables de haute performance qu'on espère disponibles vers 2015 (5 000 kWh, l'équivalent de 300 voitures).
Dans un avenir proche[Quand ?], des piles à hydrogène pourraient éventuellement être utilisées comme stockage d'énergie embarqué. Un tel ferry « zéro émission » (hors production de l'hydrogène consommé) a été proposé par Future Ship en 2012 en réponse à une sollicitation de manifestation d'intérêt pour des ferrys à pile à combustible, atteignant 17 nœuds avec une pile alimentée par un réservoir d'hydrogène de 140 m3 lui assurant une autonomie énergétique de 48 h. Ce ferry pourrait être prêt vers 2017 en mer Baltique. Des batteries d'appoint pourraient lui faire gagner un nœud de plus.
Des ferrys électriques de plus en plus puissants sont mis en service dans les pays nordiques : après le ferry Elektra du finlandais FinnFerries (1 040 kWh) et l'Ampere du norvégien Norled (1 000 kWh), le ferry Ellen (4 300 kWh) a été lancé en août 2019 au Danemark, avec des subventions européennes, entre Ærø, une petite île du sud du pays, et le continent. Long de 60 mètres, l'Ellen peut transporter 200 passagers et 31 voitures. Au total, l'Union européenne compte lancer une dizaine d'e-ferrys dans les deux ans à venir, et plus d'une centaine d'ici à 2030.

## Lieux d'utilisation

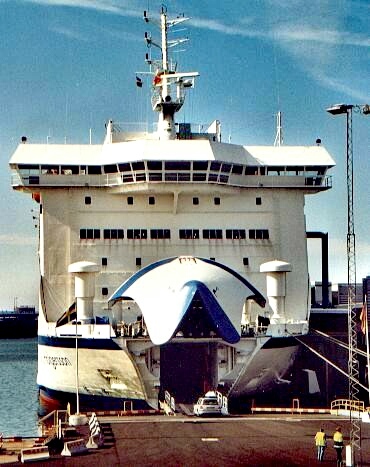
À quai : embarquement par l'avant.

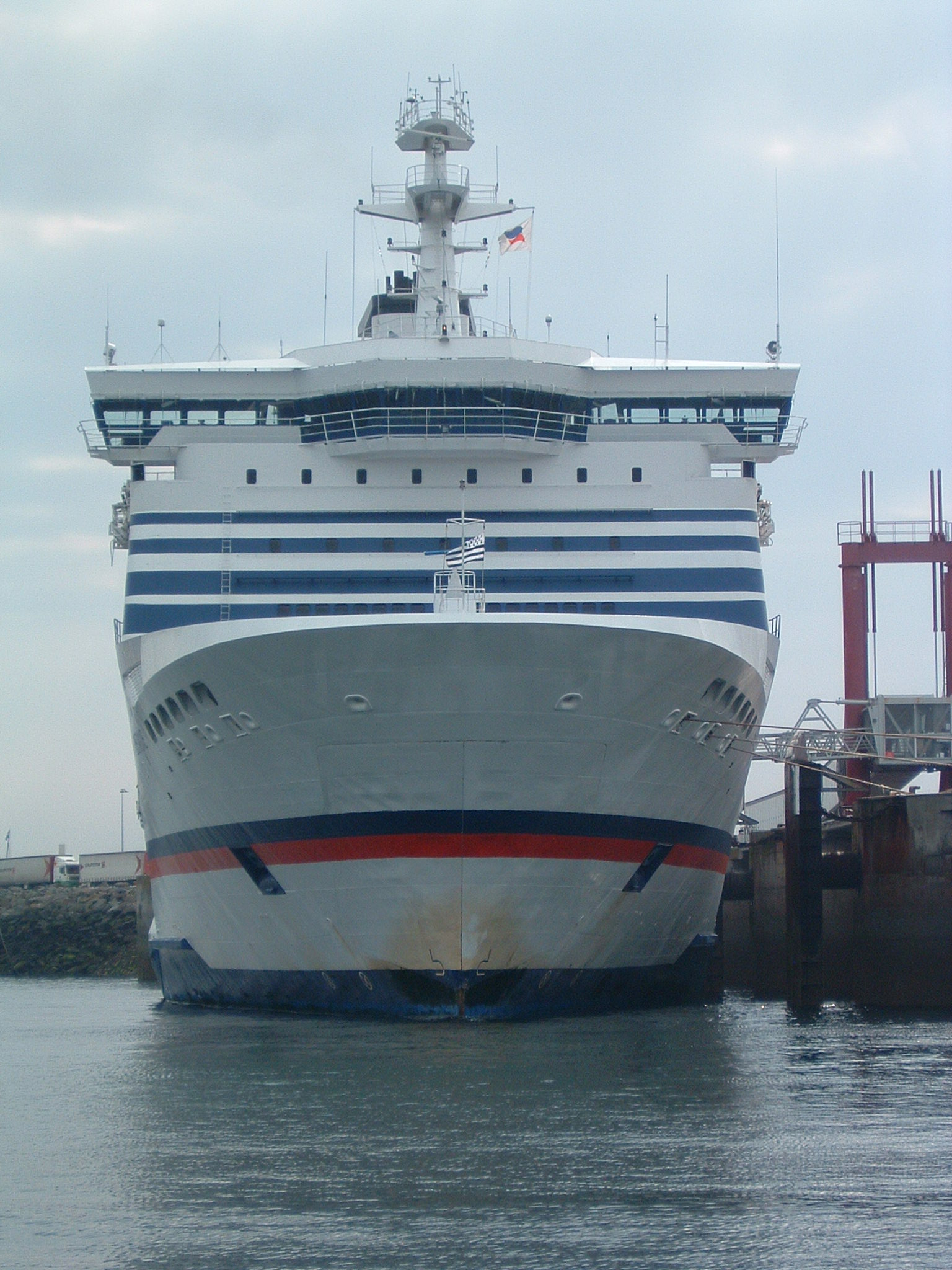
En opérations au terminal.

Les navires transbordeurs accueillent souvent des passagers et des véhicules pour une traversée courte. Pour cette raison, on les rencontre essentiellement dans les zones :
- de détroits : détroit de Gibraltar, Cattégat, Pas de Calais, détroit de Messine, détroit des Dardanelles, détroit de Magellan ;
- d'archipels : Philippines, Indonésie, Japon ;
- lacustres ;
- de mers de faible étendue : mer Méditerranée, mer Baltique, mer Rouge, Manche ;
- pour la desserte des îles depuis le continent.

## Ferrys internationaux

### Amérique du Nord
En Amérique du Nord, entre États-Unis et Canada : de Toronto à Rochester, de Port Angeles à Victoria, de Bar Harbor à Yarmouth, et de Portland (Maine) à Yarmouth, ainsi que de Terre-Neuve (Canada) à Saint-Pierre-et-Miquelon (France).

### Amérique du Sud
Entre l'Argentine et l'Uruguay : de Buenos Aires à Colonia del Sacramento, à Montevideo et à Punta del Este.

### Asie
Des ferrys relient Singapour aux îles indonésiennes de Batam et Bintan.

### Europe

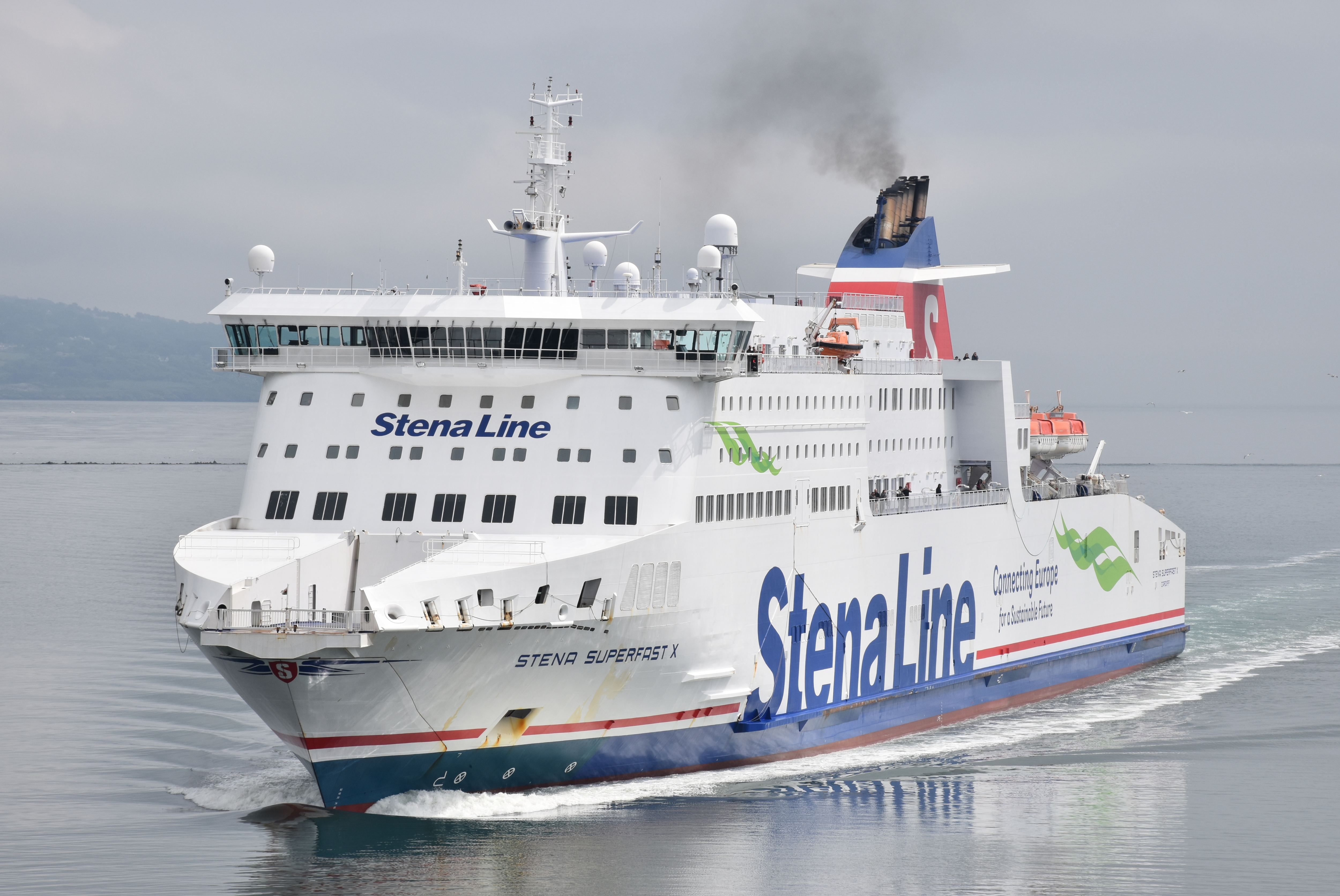
Stena Superfast X arrivant à Dublin.

- Dans la Manche, entre le Royaume-Uni et la France.
- Entre le Royaume-Uni et les îles Féroé et l'Islande.
- De l'Irlande vers le Royaume-Uni, l'Espagne et la France.
- Dans la mer du Nord, du Royaume-Uni vers la Norvège, la Suède, l'Allemagne, les Pays-Bas et la Belgique ainsi qu'entre le Danemark, la Norvège et la Suède.
- Dans la mer Baltique, de la Finlande vers l'Estonie, l'Allemagne et la Suède, entre la Suède et la Pologne, etc.
- Dans le golfe de Gascogne, de l'Espagne vers l'Angleterre et la France.

### Méditerranée

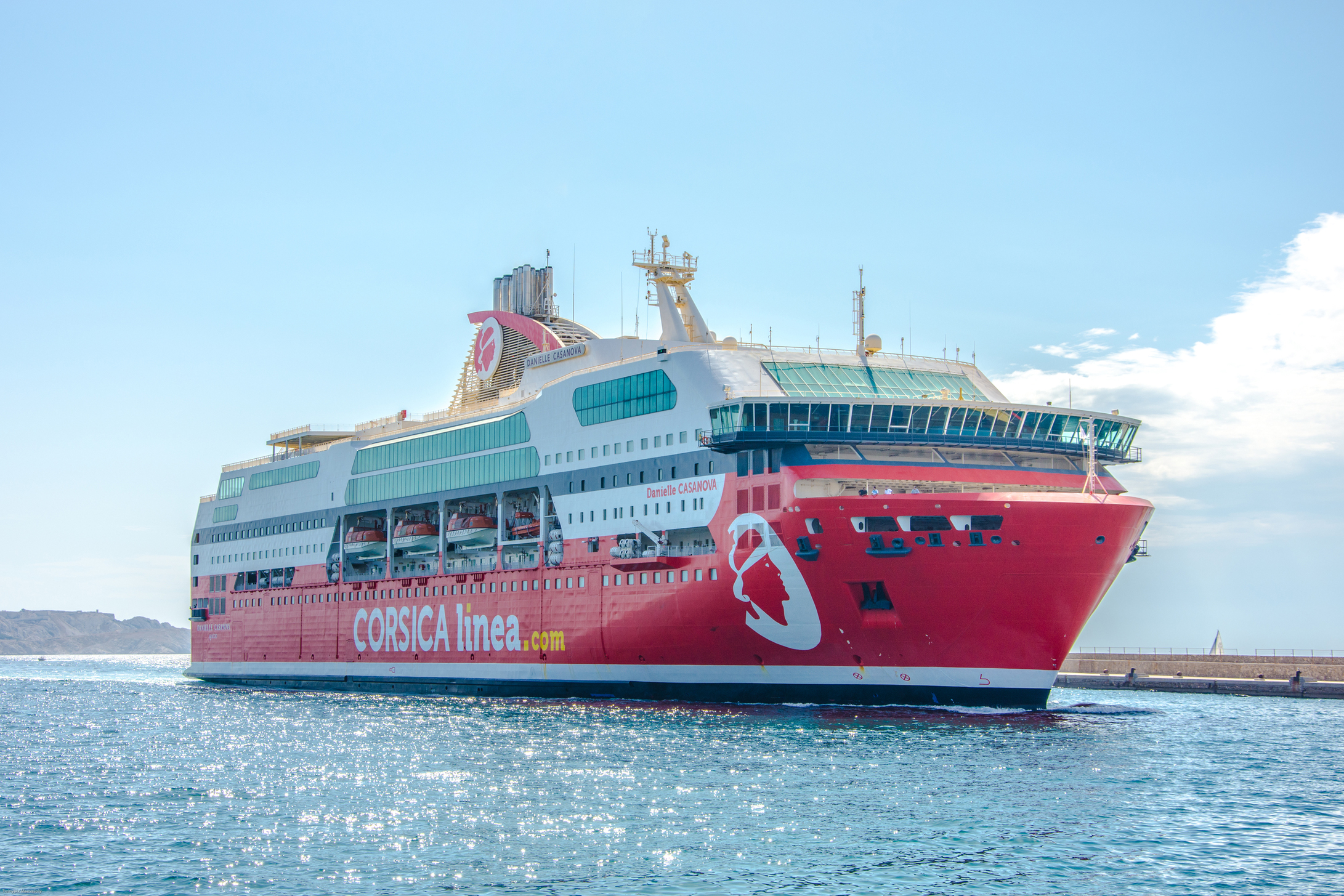
Le Danielle Casanova de Corsica Linea effectue des liaisons entre la Corse et le continent, mais également vers l'Algérie et la Tunisie.

Dans la Méditerranée, de l'Espagne vers le Maroc, l'Algérie et l'Italie ; de la Tunisie vers la France et l'Italie ; de Malte vers l'Italie, la France et la Tunisie ; de la Sardaigne vers la Corse, de la France continentale vers la Corse, ainsi que de l'Italie vers la Croatie, la Corse, la Grèce et l'Albanie.

## Par pays

### Albanie
- Ferry du lac Koman

### Allemagne
Liaisons internes avec les l'île d'Heligoland et les îles côtières allemandes.
Liaisons internationales avec les pays scandinaves (Danemark, Suède, Norvège), avec les pays riverains de la Baltique (Estonie, Lettonie, Lituanie, Russie, Finlande) et avec la Suisse sur le lac de Constance (Fährlinie Friedrichshafen–Romanshorn).

### Argentine
Liaisons avec l'Uruguay.

### Algérie

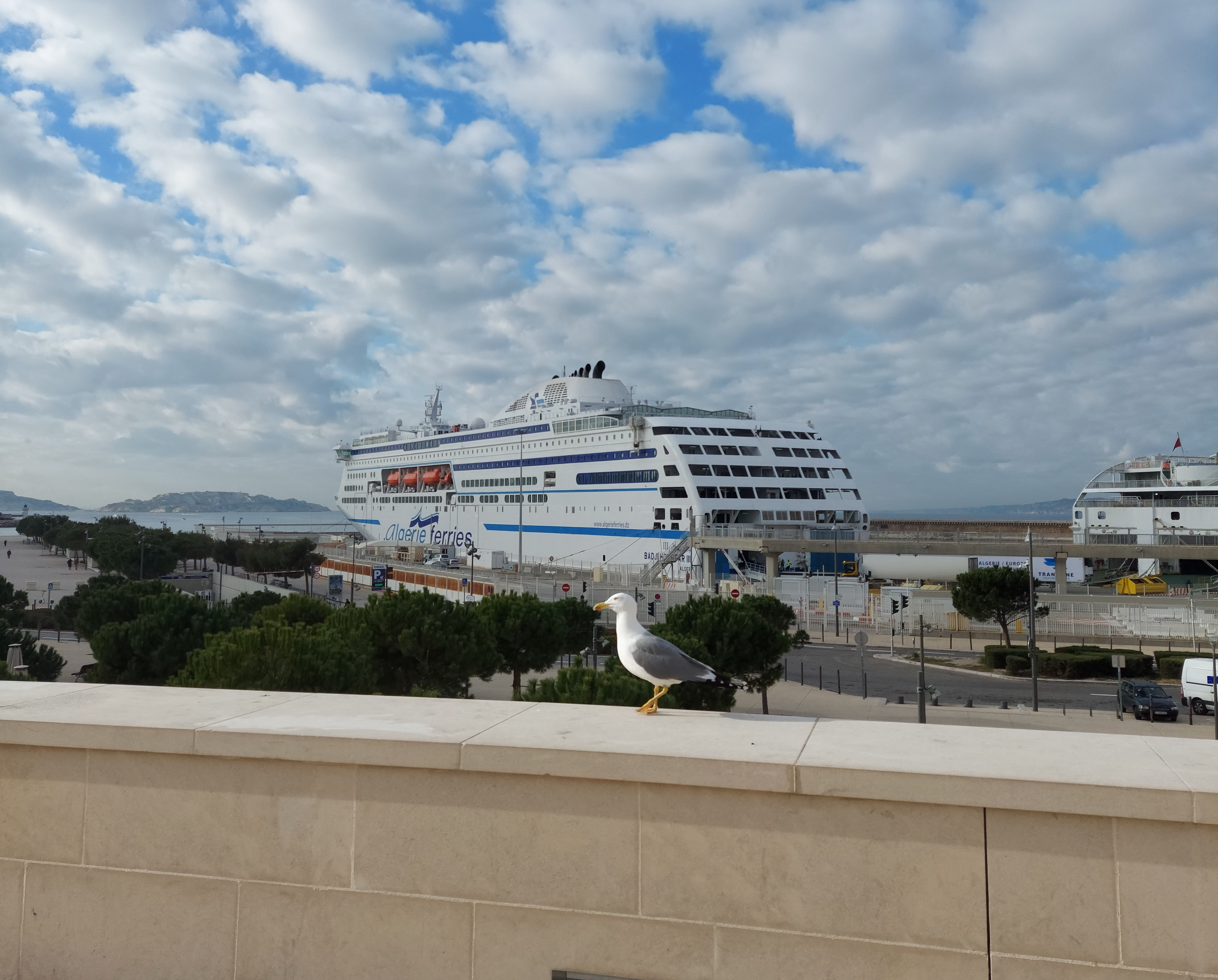
Badji-Mokhtar III amarré au port de Marseille, en 2021.

En Algérie, pays qui compte plus de 1 200 km de littoral méditerranéen, les ferries vers et en provenance de France, d’Italie et d’Espagne sont réguliers. Les principaux ports accueillant les ferries sont ceux d’Alger, Oran, Béjaïa, Ghazaouet, Mostaganem, Skikda et Annaba.
Ces villes sont reliées, grâce aux ferries, aux villes européennes de Sète, Marseille, Gênes, Naples, Barcelone, Alicante, Valence et Almeria. Les principales compagnies qui se partagent ces liaisons sont Algérie Ferries (Algérie), Corsica Linea (France), Trasmediterranea (Espagne) et Balearia (Espagne).

### Canada
Au Canada, les traversiers relient au continent Terre-Neuve, l'île de Vancouver, les îles de la Reine-Charlotte, les îles de la Madeleine et l'Île-du-Prince-Édouard. De plus, il y a plusieurs liaisons reliant la péninsule de la Nouvelle-Écosse. Le pays possède aussi des services reliant les communautés côtières éloignées sur la côte Pacifique, Atlantique et la côte nord du golfe du Saint-Laurent. Les Grands Lacs ont généralement des liaisons intérieures. Finalement le Saint-Laurent, le Saguenay, le Richelieu et l'Outaouais ont tous des services de traversier et de bac, pour la plupart gérés par la Société des traversiers du Québec. Le Nouveau-Brunswick a un grand nombre de bacs permettant de traverser le fleuve Saint-Jean et de traversiers reliant les îles Campobello et Grand Manan.

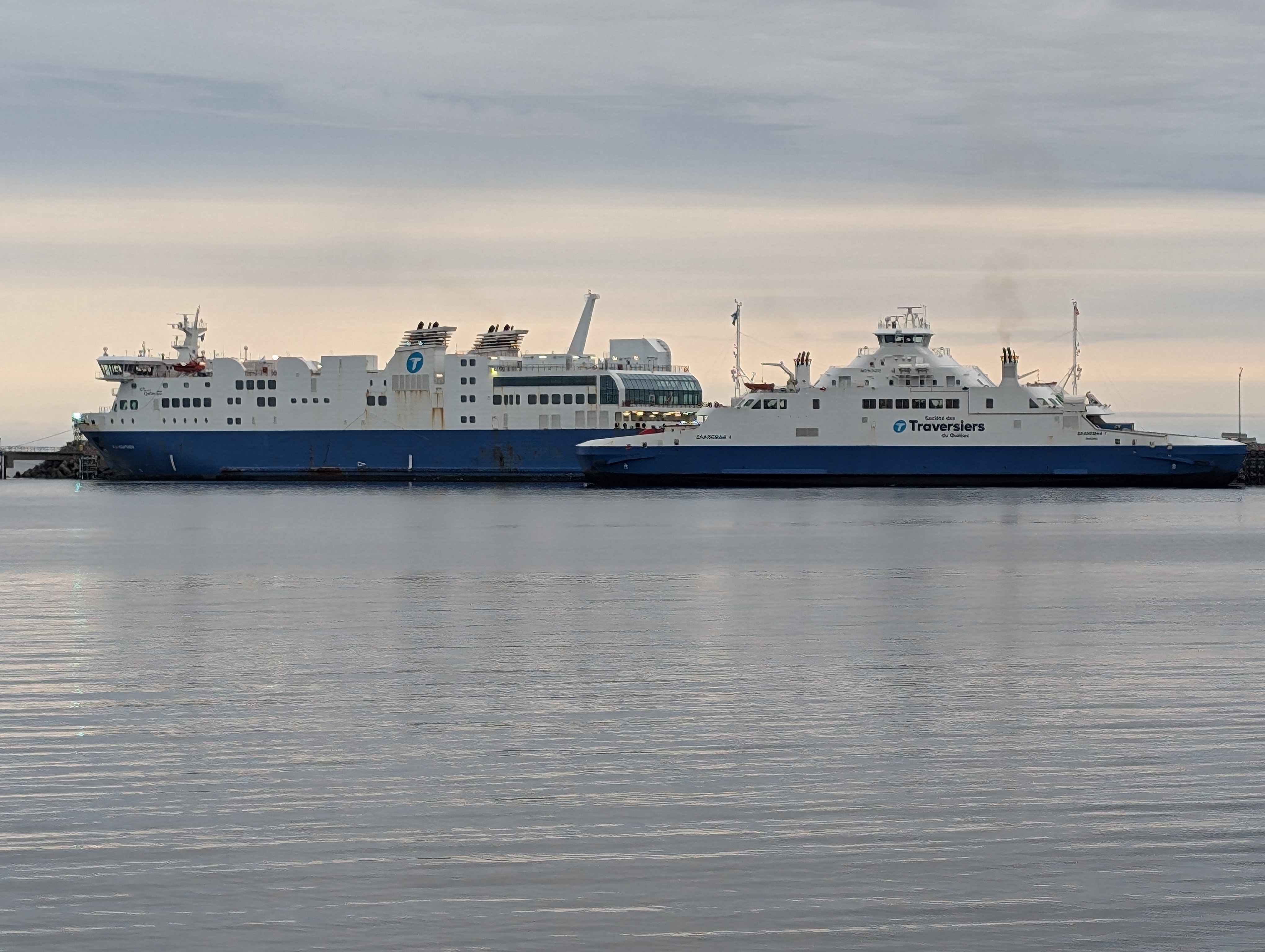
Le N.M. Saaremaa I et le N.M. F.-A.-Gauthier assurent la liaison Matane—Baie-Comeau—Godbout pour la Société des traversiers du Québec.

La société d'État BC Ferries qui est active en Colombie-Britannique est la plus grande compagnie de traversiers en Amérique du Nord.

### Chili

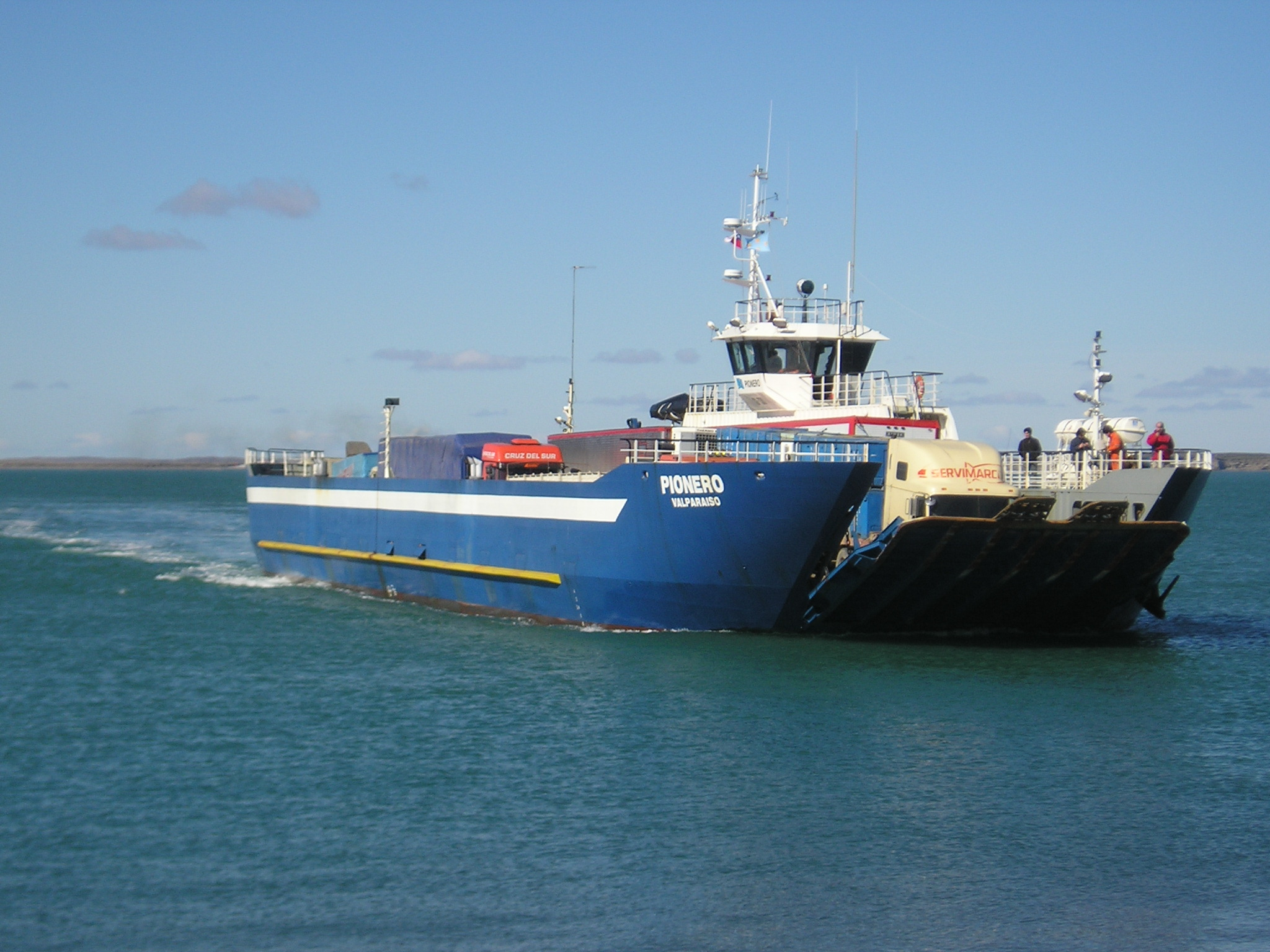
Un transbordeur chilien sur le détroit de Magellan au Chili.

En Patagonie du Chili, il existe une liaison régulière et en alternance entre Puerto Montt - Puerto Edén - Puerto Natales - Punta Arenas - Puerto Williams, et aussi deux points de traversées du détroit de Magellan. La première, orientée nord-sud, relie le continent sud-américain de la pointe Delgada (Chili) à la baie Azul, Grande île de la Terre de Feu (Chili). La durée de la traversée est de 30 minutes environ. Le service n'est pas régulier et dépend des conditions climatiques. La deuxième, orientée est-ouest, relie la ville de Punta Arenas au village de Porvenir.
L'île de Chiloé est reliée au continent par ferry au nord plusieurs fois par jour entre Ancud et Puerto Montt ; au sud, il existe des liaisons plus rares, quelques-unes par semaine, entre Quellón et Chaitén, quelques liaisons également entre Castro et Chaitén.

### Danemark
- Gedser - Rostock (Allemagne)
- Rødby - Puttgarden (Allemagne), notamment liaison ferroviaire entre Copenhague et Hambourg
- Rønne - Ystad (Suède)
- Helsingør - Helsingborg (Suède)
- Helsingør - Frederikshavn
- Grenaa - Varberg (Suède)
- Frederikshavn - Göteborg (Suède)
- Copenhague - Oslo (Norvège)
- Esbjerg - Harwich (Royaume-Uni)

- Liaisons internes
  - Hou - Sælvig
  - Kalundborg - Kolby Kas
  - Fynshav - Bøjden
  - Spodsbjerg - Tars
  - Koge - Rønne
  - Søby - Fåborg
  - Søby - Fynshav
  - Ærøskøbing - Svendborg

### Espagne
En Espagne, les principales liaisons intérieures sont :
- de Cadix vers les îles Canaries ;
- de Barcelone, Dénia, Alicante et Valence vers les îles Baléares ;
- d'Algésiras vers Ceuta ;
- vers Melilla à partir de Málaga, Almería et Motríl ;
- liaisons avec le Maroc, de Algésiras vers Tanger notamment.

### États-Unis
Aux États-Unis, les principaux ferrys sont :
- dans la région de New York, de Long Island vers Fire Island, ainsi que de Long Island vers Bridgeport (Connecticut). Entre New London (Connecticut) et Long Island et les îles environnantes, de Manhattan vers Staten Island, Governors Island et le New Jersey ;
- au Massachusetts ;
- au Vermont ;
- au Maine ;
- entre Cape May (New Jersey) et Lewes (Delaware) ;
- vers l'île de Santa Catalina à partir de la côte californienne ;
- il y a de nombreux ferrys dans l'État de Washington, entre les différentes îles et le continent, en plus des traversiers entre Victoria en Colombie-Britannique et de l'Autoroute marine de l'Alaska ;
- dans les Grands Lacs, entre Muskegon (Michigan) et Milwaukee (Wisconsin).

### France

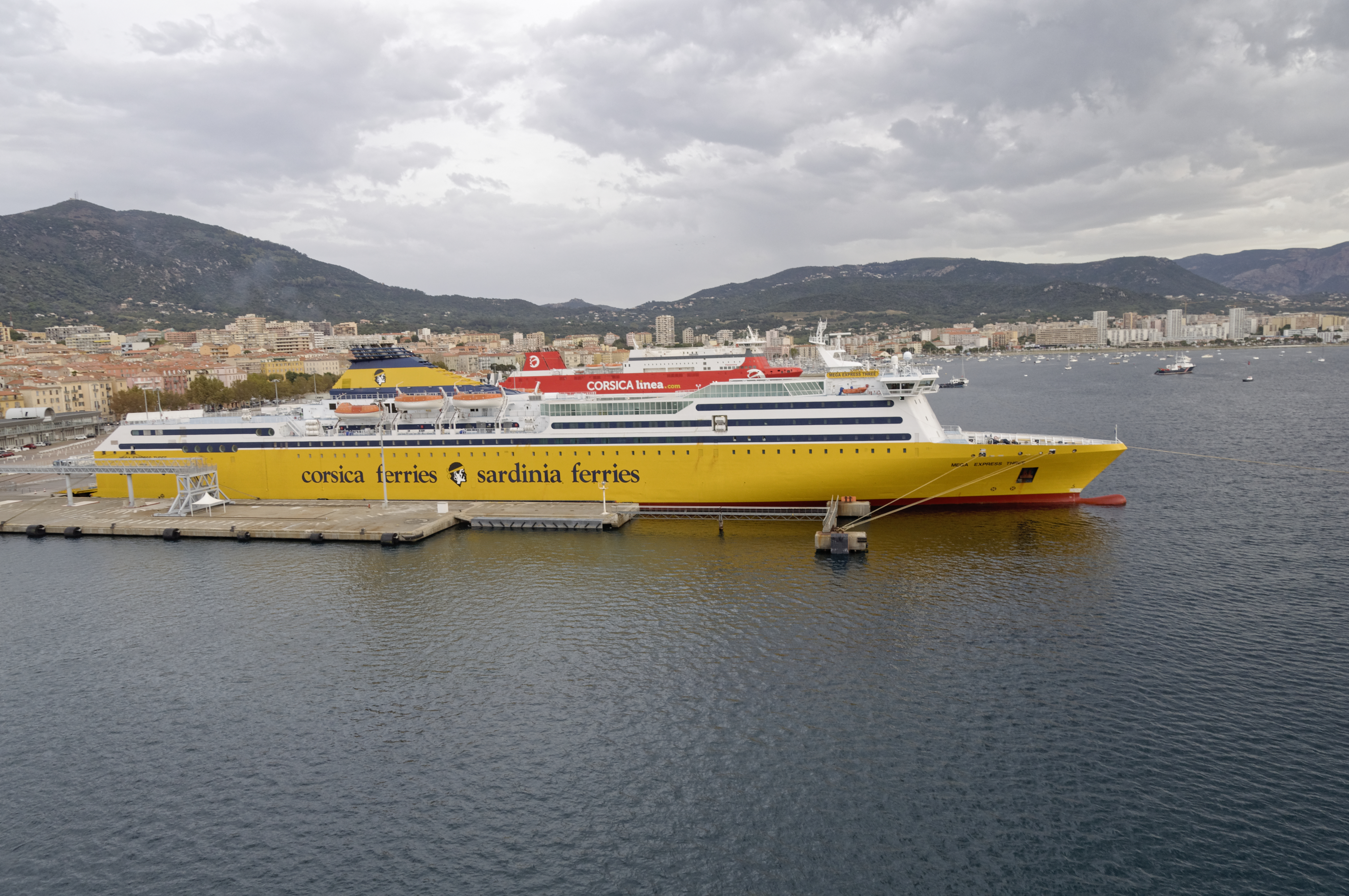
Navires des compagnies Corsica Ferries et Corsica Linea à Ajaccio.

En France, les principaux liens par ferry se font :
- entre la Corse et le continent, par les ports de Toulon, Marseille, Nice d'une part, de L'Île-Rousse, Bastia, Ajaccio, Propriano et Porto-Vecchio d'autre part ;
- à travers certains cours d'eau métropolitains :
  - un service de bac assure la traversée de la Gironde (entre Royan et Le Verdon-sur-Mer) ou de la basse Seine ;
  - en Camargue sur les différents bras du delta du Rhône : un service de bac public, dit bac du Sauvage[12], sur le Petit-Rhône aux Saintes-Maries-de-la-Mer ; un service de bac, dit bac de Barcarin[13], sur le Rhône entre Port-Saint-Louis-du-Rhône et le Salin-de-Giraud ;

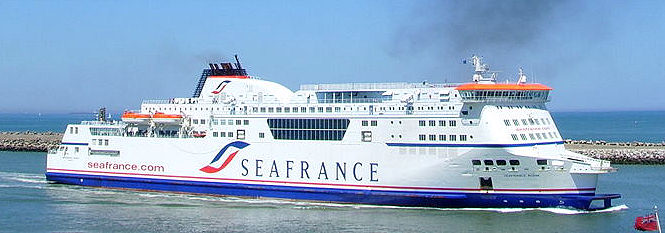
Le SeaFrance Rodin au port de Calais, juillet 2008.

- en Manche, pour un trafic international :
  - le point de passage le plus important est entre Calais et Douvres en Angleterre (Calais est le 1er port européen pour les échanges avec l’Angleterre[14]) ;
  - en Manche Ouest entre Roscoff et Plymouth, entre Saint-Malo et Portsmouth, entre Cherbourg et Poole ou Portsmouth, entre Caen (Ouistreham) et Portsmouth, entre Le Havre et Portsmouth ou Newhaven ;
  - il existe aussi quelques liaisons vers l'Irlande : de Rosslare à Roscoff ou Cherbourg et de Roscoff à Cork ;
  - en Manche Est entre Dieppe et Newhaven ;
- en Atlantique entre Saint-Nazaire et Gijón ;
- aux Antilles : en Guadeloupe entre Pointe-à-Pitre, les îles des Saintes, Marie-Galante, la Dominique, la Martinique et Sainte-Lucie ; en Martinique entre Fort-de-France et la Pointe des Trois-Îlets ou la Dominique, Sainte-Lucie et la Guadeloupe ;
- en Méditerranée, des liaisons existent avec le Maroc, l'Algérie et la Tunisie au départ de Marseille, de Sète et de Toulon. La Corse est aussi reliée à l'Italie et à la Sardaigne ;
- tout au long de la façade atlantique pour la desserte des îles : principalement Groix, Belle-Île, Yeu, Aix, Jersey, Guernesey, Chausey, Ouessant...

Le transbordeur traversant le vieux-Port de Marseille, immortalisé dans la trilogie de Pagnol, n'entre pas dans cette catégorie car il ne permet pas d'embarquer des véhicules.

### Grèce

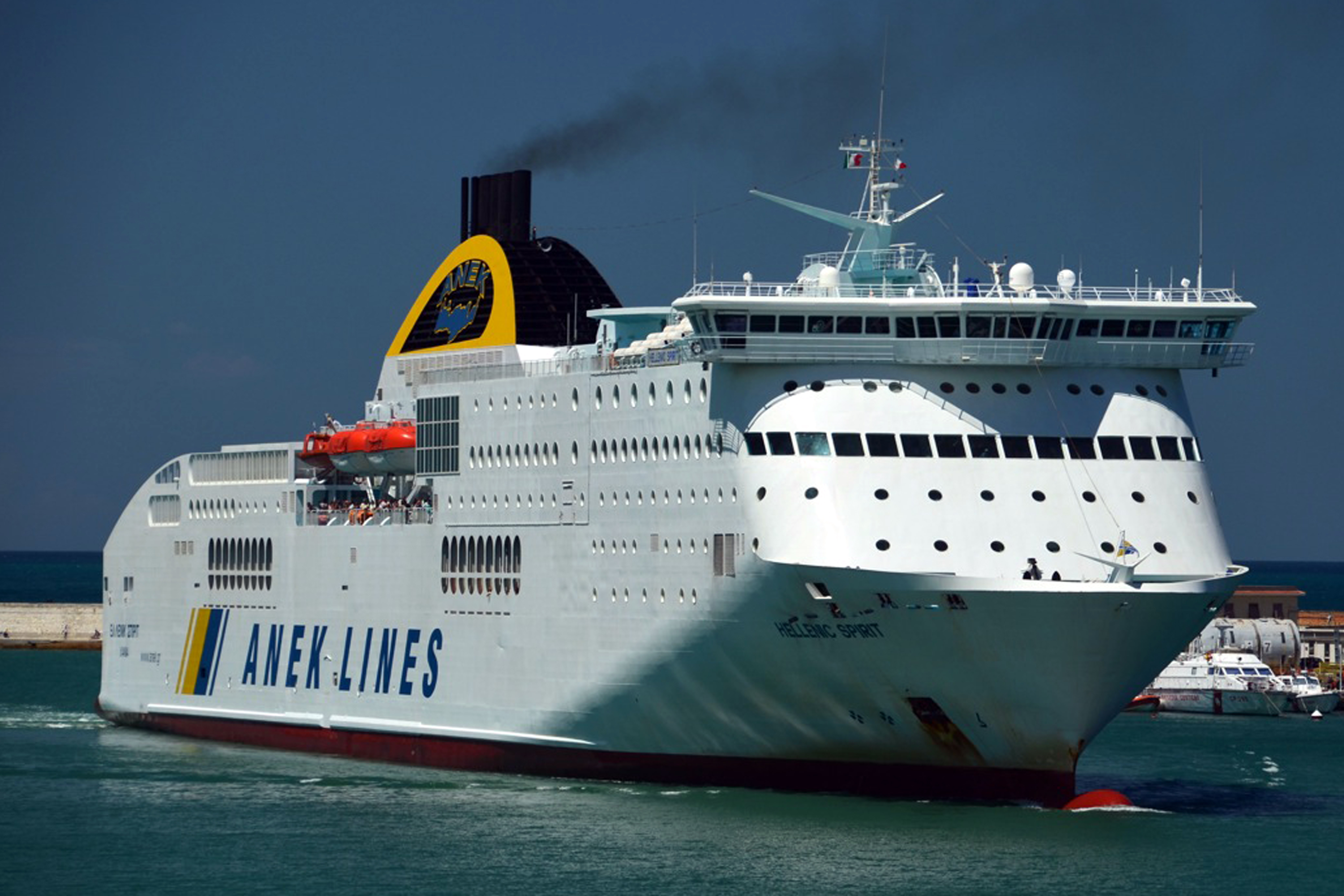
Le Hellenic Spirit de la compagnie ANEK Lines assurant les liaisons entre la Grèce et l'Italie.

En Grèce, des ferrys assurent les liens entre Le Pirée et la Crète, entre le continent et la plupart des îles de la mer Égée (parmi lesquelles celles de Rhodes, Lesbos, Syros, Myconos, Tinos, Naxos, et Santorin) et de la mer Ionienne, comme Corfou, ainsi qu'entre les principales îles.
Des liaisons internationales existent aussi depuis Patras et Igoumenitsa avec l'Italie.

### Hong Kong
Des ferrys relient l'île de Hong Kong à la partie continentale de Kowloon et aux îles de Cheung Chau, Lamma, Lantau et Peng Chau.

### Indonésie

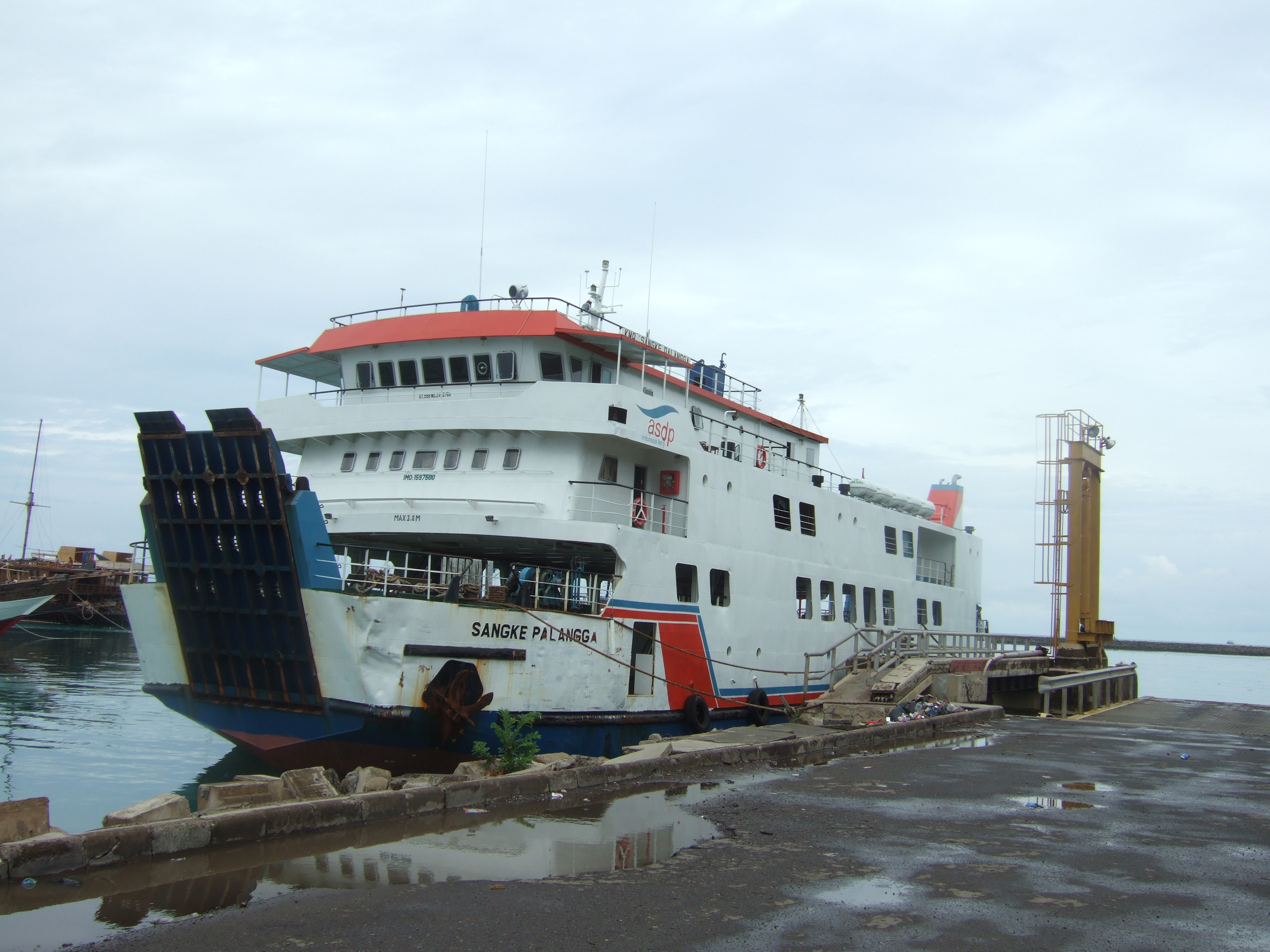
Ferry assurant la liaison entre le village de Bira dans le sud de Célèbes et l'île de Selayar

Des ferrys assurent la liaison entre les îles de Java et Bali.

### Italie

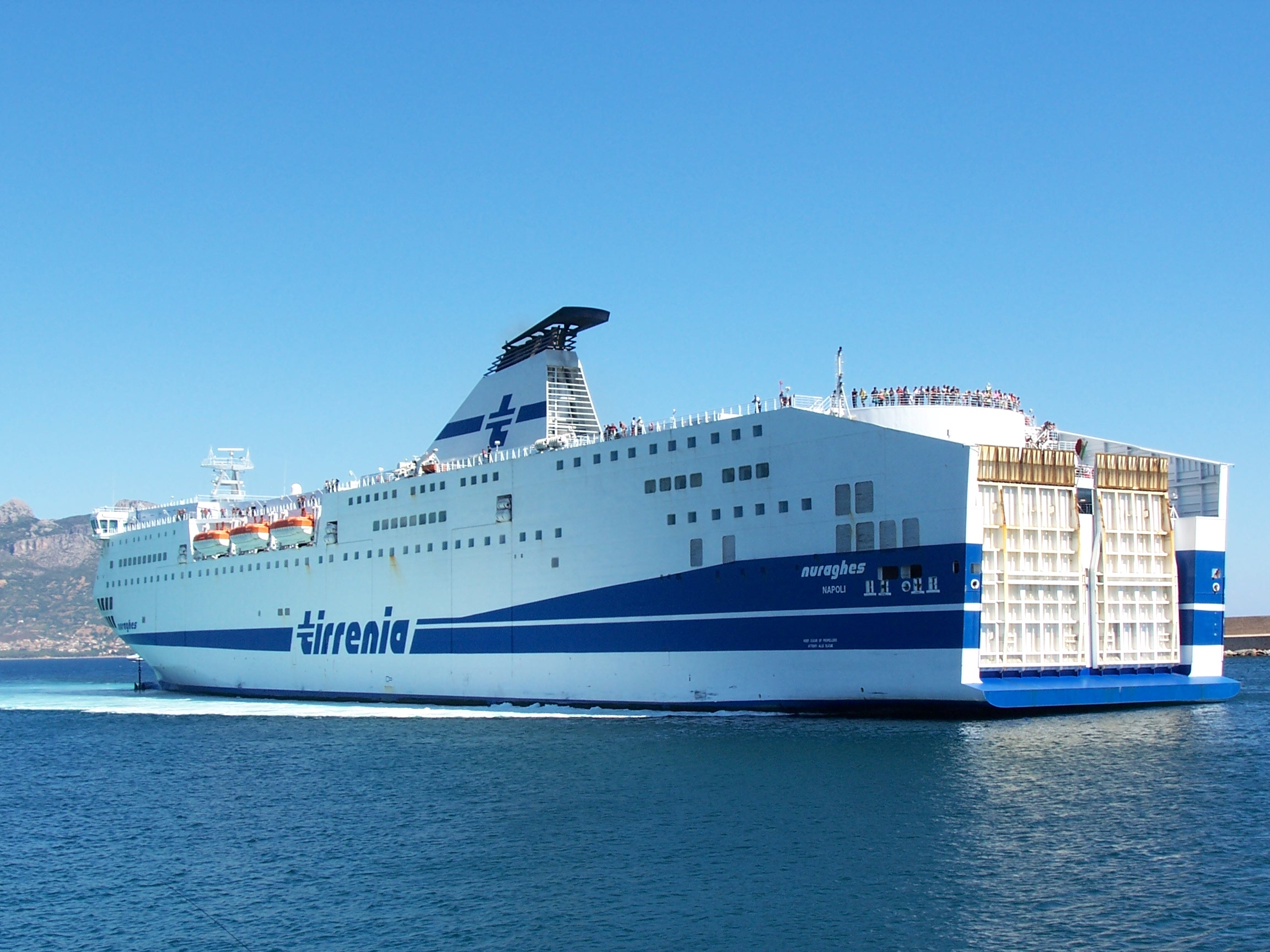
Ferry rapide pour la Sardaigne en Italie.

En Italie, des ferrys relient le continent à la Sicile, la Corse, la Sardaigne, l'île d'Elbe, Capri, Ischia, Pantelleria et autres. De même, les grands lacs du Nord ont des liaisons intérieures, lac de Garde, lac Majeur et lac de Côme.
Il existe aussi des liaisons avec la Grèce, l'Espagne, Tunisie, l'Albanie, la Croatie le Maroc et Malte.

### Maroc
Le Maroc est lié par ferry à l'Espagne, la France, l'Italie. Depuis 2011, seule une compagnie marocaine effectue des rotations entre le port de Tanger-Med et le port d'Algesiras. Le 30 septembre 2013, le gouvernement marocain a lancé un appel à manifestation d'intérêt pour l'ouverture de plusieurs lignes maritimes depuis le Maroc et pallier le vide laissé depuis l'arrêt de l'activité de la COMARIT/COMANAV dont le sort n'a pas encore été déterminé. C'est finalement la compagnie italienne Grandi Navi Veloci qui a repris l'exploitation en 2012.

### Norvège
Il y a des liaisons avec le Danemark, la Suède, le Royaume-Uni et l'Allemagne
- Sandefjord - Strömstad (Suède)
- Oslo - Frederikshavn (Danemark)
- Oslo - Copenhague (Danemark)
- Larvik - Hirtshals (Danemark)
- Langesond - Hirtshals (Danemark)
- Kristiansand - Hirtshals (Danemark)
- Stavanger - Hirtshals (Danemark)
- Stavanger - Newcastle (Royaume-Uni)
- Bergen - Hirtshals (Danemark)
- Bergen - Lerwick (Shetland)
- Bergen - Seydisfjordur (Islande)

### Nouvelle-Zélande
Liaison entre l'Île du Nord et l'Île du Sud.

### Royaume-Uni
En plus d'un grand nombre de ferrys internationaux, il y a des ferrys vers l'île de Wight, l'île de Man, l'Irlande du Nord, les îles Shetland, Hébrides, Orcades, Sorlingues et Lundy.

### Sénégal

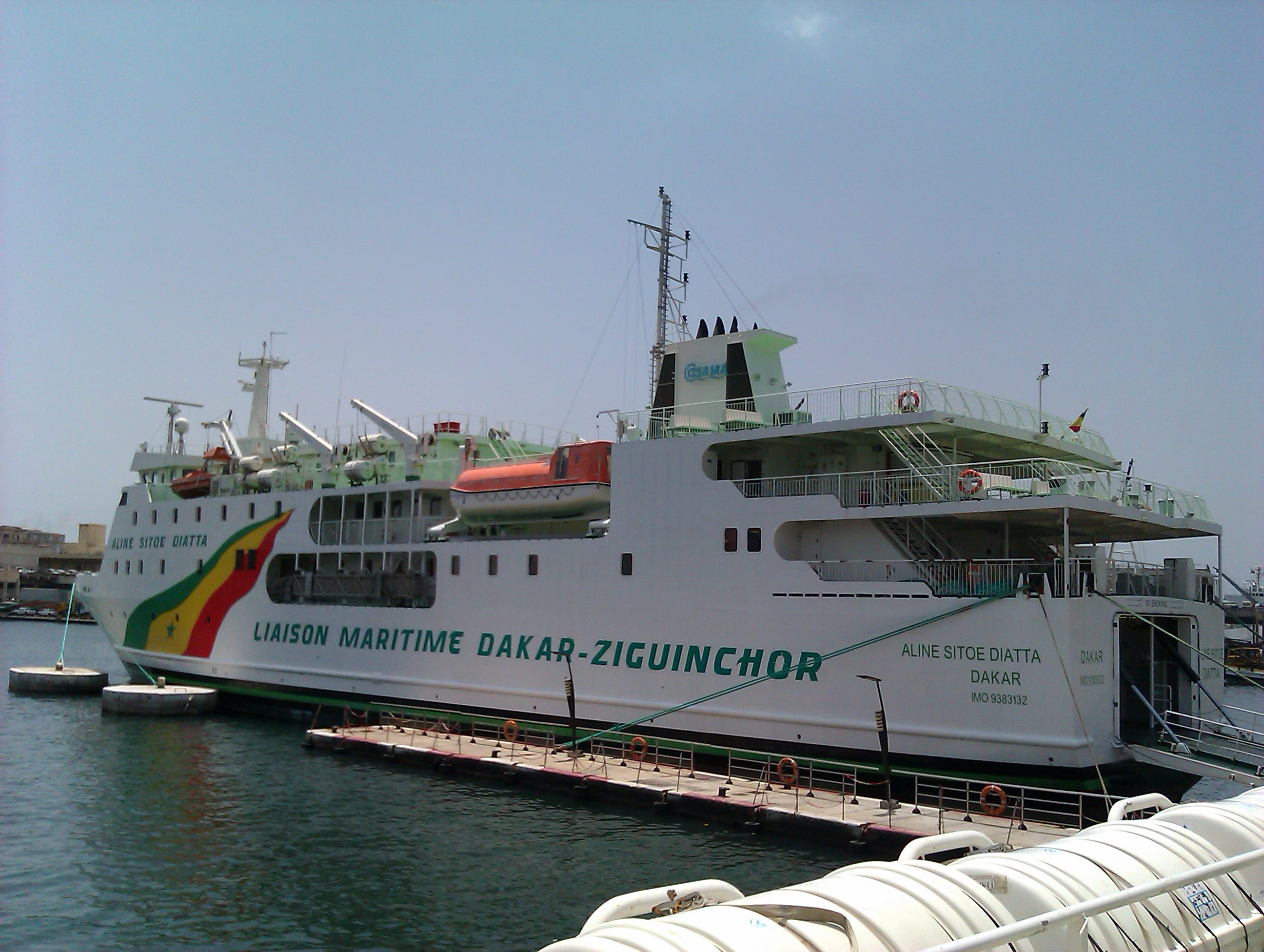
Le Aline Sitoé Diatta assurant la liaison entre Dakar et Ziguinchor (Casamance).

Le Aline Sitoé Diatta prend la relève du Joola qui fit naufrage en 2002.

### Suède
- Kapellskär - Mariehamn (Åland) - Helsinki (Finlande)/Tallinn (Estonie)
- Kapellskär - Mariehamn (Åland)
- Kapellskär - Langnas (Åland)
- Kapellskär - Turku (Finlande)
- Stockholm - Mariehamn (Åland) - Helsinki (Finlande)
- Stockholm - Langnas (Åland)
- Stockholm - Turku (Finlande)
- Stockholm - Helsinki (Finlande)
- Stockholm - Riga (Estonie)
- Stockholm - Tallinn (Estonie)
- Nynashamn - Gdansk (Pologne)
- Karlskrona - Gdynia (Pologne)
- Trelleborg - Rostock (Allemagne)
- Trelleborg - Travemünde (Allemagne)
- Trelleborg - Świnoujście (Pologne)
- Trelleborg - Sassnitz (Allemagne), notamment liaison ferroviaire entre Malmö et Berlin
- Ystad - Świnoujście (Pologne)
- Ystad - Rønne (Danemark)
- Helsingborg - Puttgarden (Allemagne)
- Helsingborg - Helsingør (Danemark)
- Varberg - Grenaa (Danemark)
- Göteborg - Kiel (Allemagne)
- Göteborg - Frederikshavn (Danemark)
- Göteborg - Nynashamn (Royaume-Uni)
- Strömstad - Sandefjord (Norvège)

### Suisse
La compagnie Zürichsee-Fähre Horgen-Meilen offre un service de bac sur le lac de Zurich, et la compagnie Auto-Fähre Vierwaldstättersee sur le lac des Quatre Cantons.
Une liaison internationale existe sur le lac de Constance entre Romanshorn et Friedrichshafen en Allemagne (Fährlinie Friedrichshafen–Romanshorn).

### Uruguay
Liaisons avec l'Argentine.

### Thaïlande
Des ferrys relient le continent aux îles de  :
- Ko Lanta
- Ko Pha Ngan
- Ko Phi Phi Don
- Ko Samui
- Ko Tao
- Ko Phayam
- Phuket